# Eugen-Bolz-Preis
Der Eugen-Bolz-Preis ist ein von der Eugen-Bolz-Stiftung mit Sitz in Rottenburg am Neckar im Gedenken an Eugen Bolz verliehener Preis und seit 2014 mit rund 5000 Euro dotiert. Die Verleihung erfolgt nach den Statuten an Personen, die in besonders hervorragender Weise Leben, Wirken und Denken des in der Zeit des Nationalsozialismus hingerichteten Zentrumspolitikers und ehemaligen Staatspräsidenten des Volksstaates Württemberg sichtbar und erfahrbar machen und an „Persönlichkeiten, die sich in besonders herausragender Weise aus christlicher Verantwortung in Wissenschaft, Politik und Publizistik um Rechtsstaat und Verfassung Verdienste erworben haben“.

## Eugen-Bolz-Stiftung
Die Eugen-Bolz-Stiftung wurde im Jahr 2007 als rechtsfähige Stiftung des bürgerlichen Rechts begründet und ging aus dem Eugen-Bolz-Verein hervor. Zweck der Stiftung ist die „allgemeine Förderung des demokratischen Staatswesens und der Völkerverständigung.“ Die Mitglieder der Stiftung sind unter anderem die Stadt Rottenburg am Neckar und das Bistum Rottenburg-Stuttgart.

### Stiftungsvorstand
- Volker Derbogen, Erster Bürgermeister a. D., Stadt Rottenburg am Neckar
- Monsignore Uwe Scharfenecker, Domkapitular, Diözese Rottenburg-Stuttgart (DRS)
- Gerhard Brand, Förderverein der Eugen-Bolz-Stiftung

### Stiftungsrat
- Stephan Neher, Oberbürgermeister der Stadt Rottenburg am Neckar
- Weihbischof Johannes Kreidler, Domdekan, Diözese Rottenburg-Stuttgart
- Brigitte Schorpp-Heger, Vertreterin der Familie Bolz
- Stadtdekan Monsignore Christian Hermes, Förderverein der Eugen-Bolz-Stiftung

### Förderverein der Eugen-Bolz-Stiftung
Neben der Stiftung gibt es noch einen Förderverein, dessen Vereinsvorstand besteht aus dem Vorsitzenden Klaus Tappeser und seinen stellvertreter Clemens Stroppel. Weitere Vorstandsmitglied ist Brigitte Schorpp-Heger.

## Preisträger
| 1997 | Steffen Heitmann   | evangelischer Theologe, Kirchenjurist, Justizminister in Sachsen und ehemaliger CDU-Politiker |
| 1999 | Bärbel Bohley      | Bürgerrechtlerin und Mitbegründerin des Neuen Forums in der DDR |
| 1999 | Arnold Vaatz       | Bürgerrechtler, Sächsischer Staatsminister in der Staatskanzlei und für Umwelt und Landesentwicklung, CDU-Politiker. |
| 2001 | Paul Kirchhof      | Verfassungs- und Steuerrechtler und Richter des Bundesverfassungsgerichts. |
| 2004 | Joachim Fest       | Zeithistoriker, Herausgeber der FAZ und Autor u. a. des Buches Der Untergang. Hitler und das Ende des Dritten Reiches |
| 2006 | Wanda Półtawska    | polnische Psychiaterin und KZ-Überlebende |
| 2008 | Erwin Teufel       | Ministerpräsident des Landes Baden-Württemberg und CDU-Politiker |
| 2010 | Charlotte Knobloch | Präsidentin der Israelitischen Kultusgemeinde München und Oberbayern, Vizepräsidentin des Jüdischen Weltkongresses (WJC) und des Europäischen Jüdischen Kongresses (EJC) sowie Präsidentin des Zentralrats der Juden in Deutschland (ZdJ). |
| 2014 | Robert Antretter   | SPD-Politiker und Vorsitzender der Kommission sexueller Missbrauch in der Diözese Rottenburg-Stuttgart. |
| 2017 | Angela Merkel      | Bundeskanzlerin und CDU-Politikerin |
| 2021 | Silbermond         | deutsche Pop-Rock-Band |
| 2023 | Gerald Asamoah     | ehemaliger Nationalspieler |